# حسن (المنيا)
قرية حسن  هي إحدي القرى التابعة لمركز سمالوط بمحافظة المنيا في جمهورية مصر العربية. حسب إحصاءات سنة 2006، بلغ إجمالي السكان في حسن 7110 نسمة، منهم 3729 رجل و3381 امرأة.